# Parque das Frechas
Descreve Gaspar Frutuoso, em 1589, que “Há neste lugar da Agualva muitos pomares e frescos bosques de arvores e rosales (…) onde muitos homens nobres de toda a ilha e fora dela vão tomar recreação.” Desde cedo que a esta freguesia acorriam visitantes em busca de lazer, junto dos espaços verdes que, abundantemente, por aqui se encontram. A zona de lazer da Agualva é um local de excelência para se desfrutar da natureza no seu estado mais puro. Sítio com condições propícias a merendas. Nas suas proximidades localizam-se as Frechas, onde se inicia o principal curso de água da freguesia, a Ribeira da Agualva.

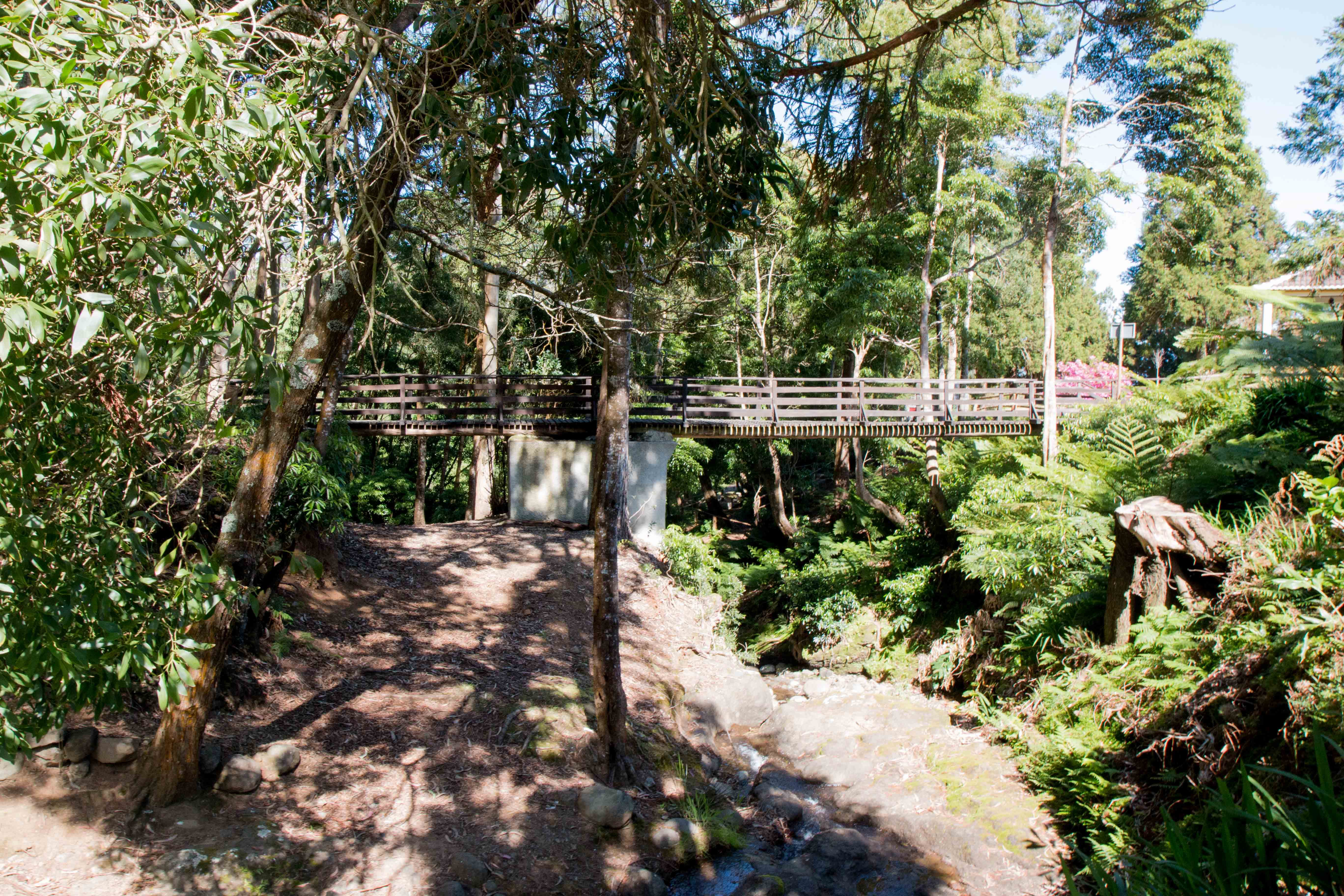
Parque das Frechas
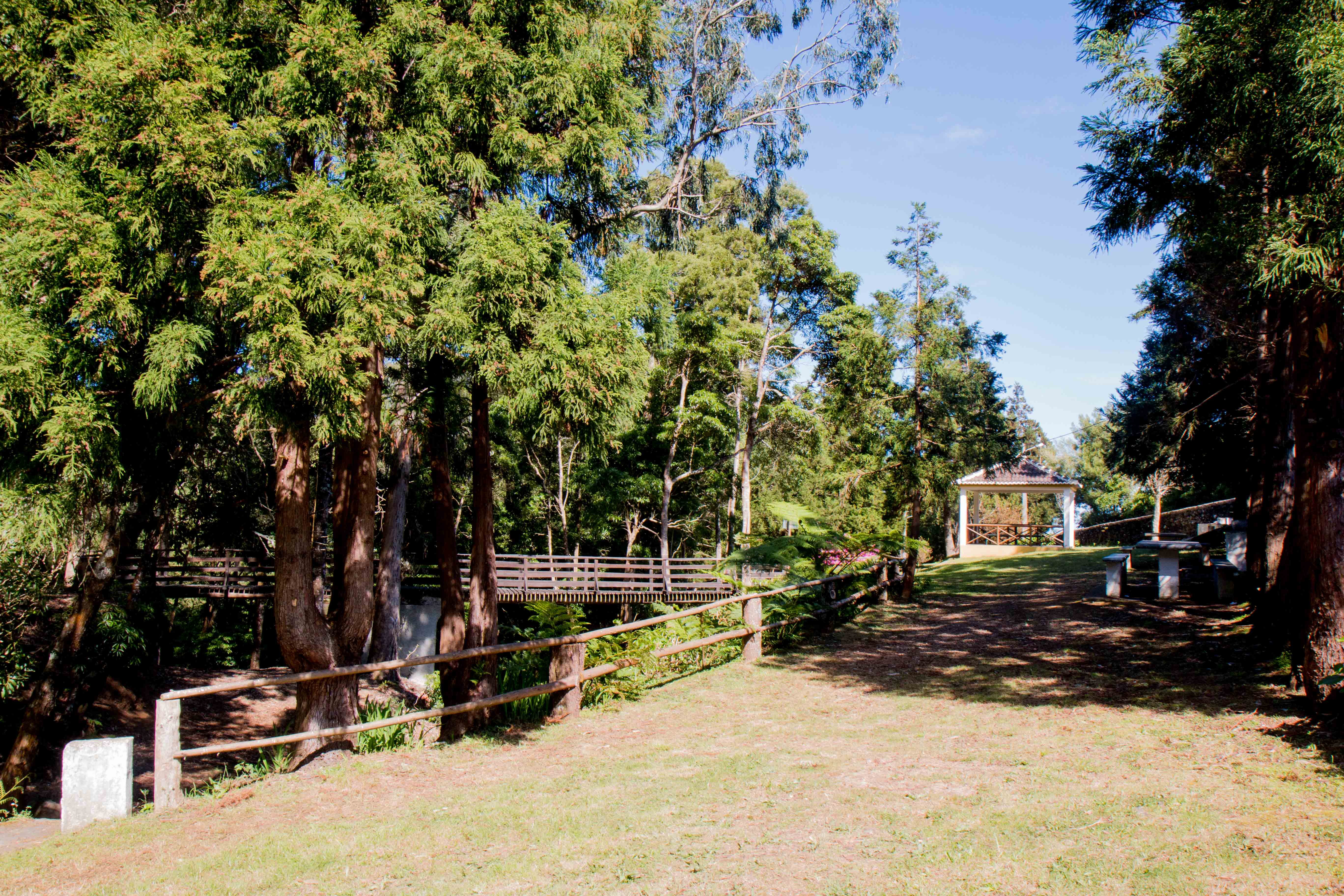
Parque das Frechas
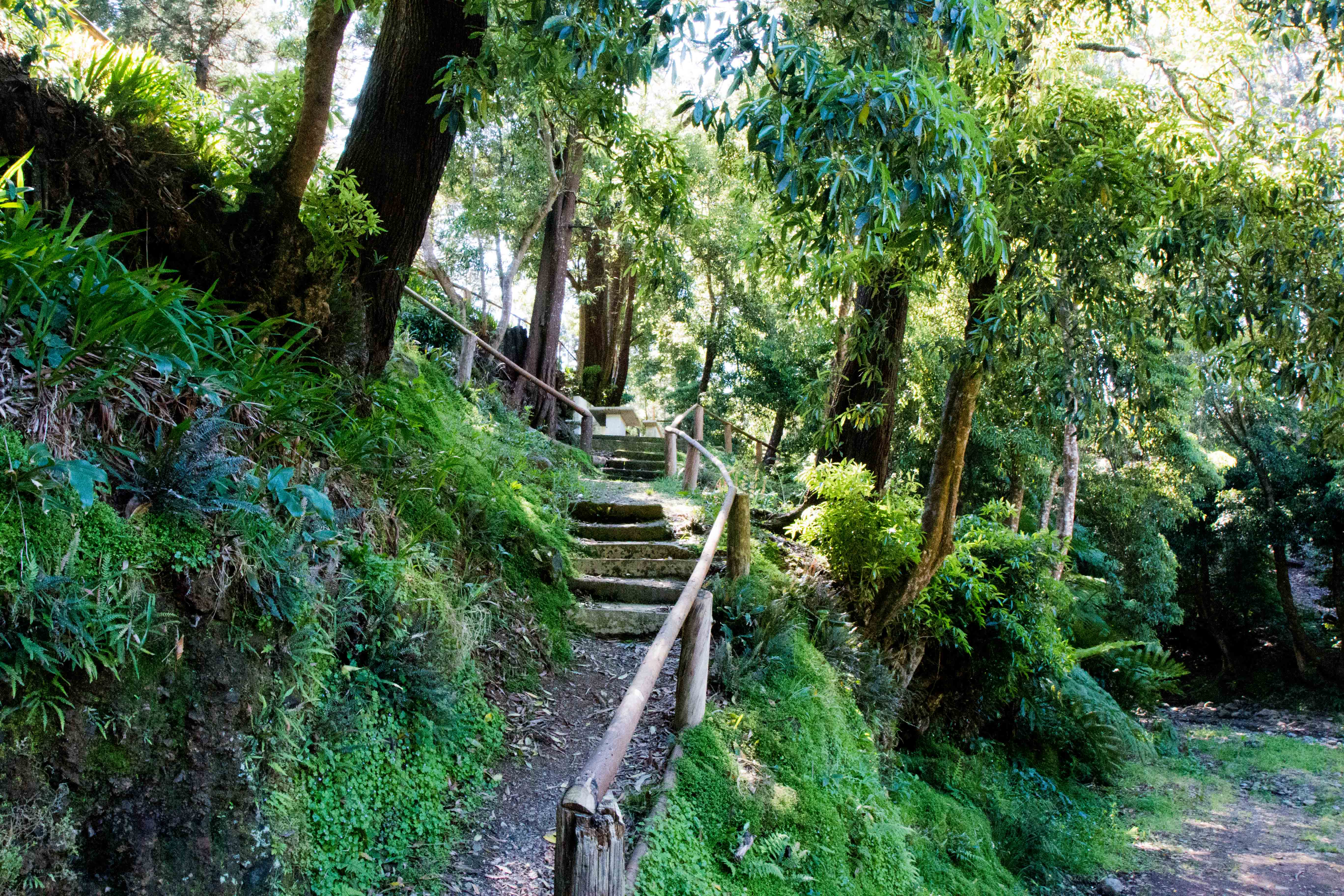
Parque das Frechas

1. ↑  
Município da Praia da Vitória